# 十字架を担うキリスト (ティツィアーノ、サン・ロッコ大同信会)
『十字架を担うキリスト』（じゅうじかをになうキリスト、伊: Il Cristo portacroce, 英: Christ Carrying the Cross）は、イタリアのルネサンス期のヴェネツィア派の巨匠ティツィアーノ・ヴェチェッリオあるいはジョルジョーネが1506年から1507年の間に制作した絵画である。油彩。『新約聖書』の福音書で言及されているゴルゴダの丘へと十字架を背負って歩くイエス・キリストあるいはエッケ・ホモを主題としている。絵画は奇跡的な性質があるとされ、崇拝と信仰の対象となってきた。そのためいくつかの歴史的文書で言及されている。現在はヴェネツィアのサン・ロッコ大同信会に所蔵されている。また異なるバージョンがプラド美術館に2点、エルミタージュ美術館に1点所蔵されている。

## 主題
「マタイによる福音書」27章、「マルコによる福音書」15章、「ルカによる福音書」23章、「ヨハネによる福音書」19章によると、キリストはユダヤ属州の総督ピラトの官邸に連行されたのち、鞭で打たれ、頭上に茨の冠を被せられ、嘲笑されたのち、処刑場所のゴルゴダの丘まで十字架を背負って歩かされた。「ヨハネによる福音書」以外の3つの福音書によると、キリストが途中で力尽きたため、北アフリカのキュレネ出身のシモンを捕らえて十字架を背負わせ、キリストの後を歩かされた。

## 作品

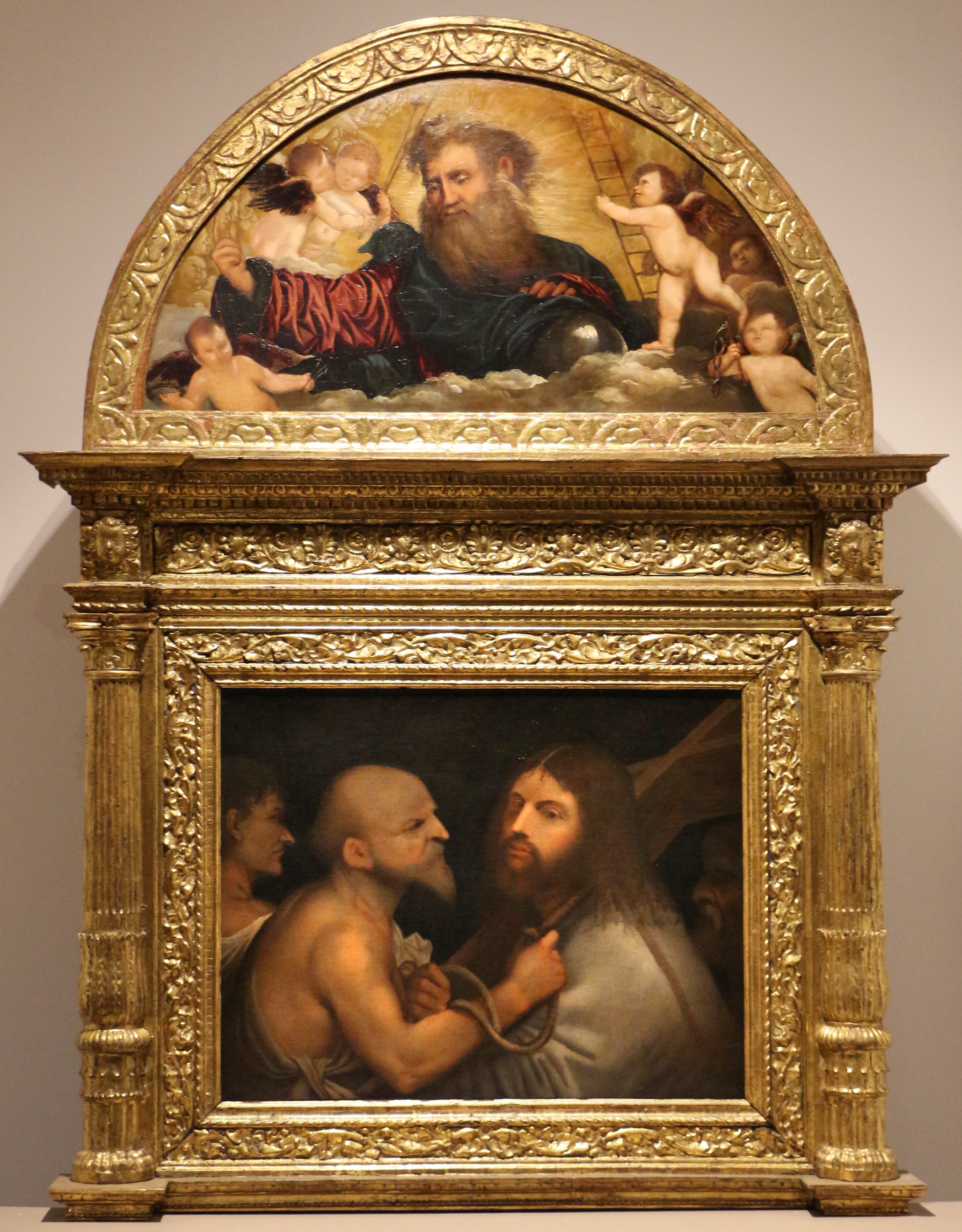
額縁とルネット。

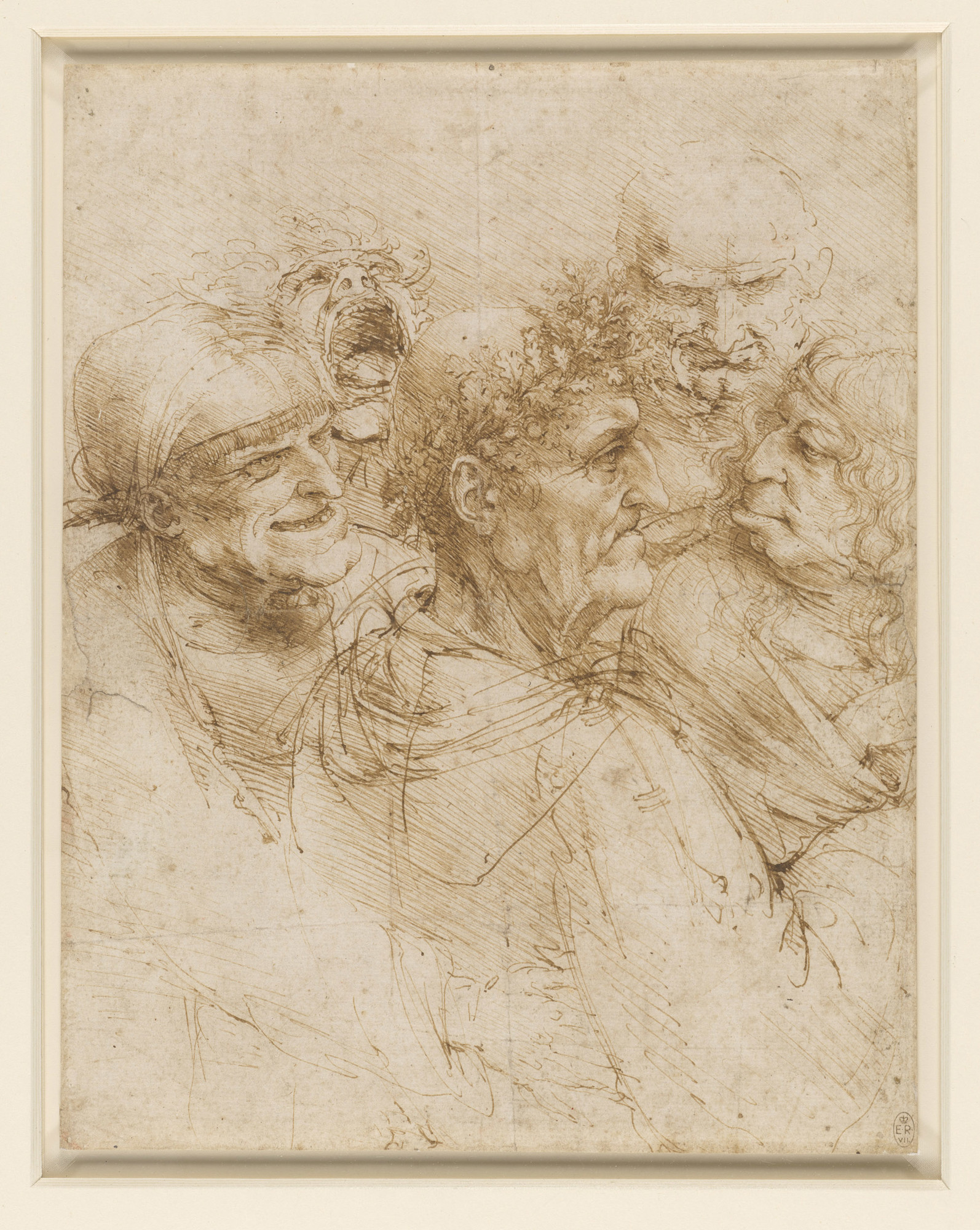
レオナルド・ダ・ヴィンチの「グロテスクな頭部の研究」。ロイヤル・コレクション所蔵。

十字架を肩に担いだ半身像のイエス・キリストの首に死刑執行人が縄を巻きつけている。暗い背景の前でキリストは画面右に、2人の死刑執行人は左端に配置され、キリストは優しく憂いのある表情で鑑賞者を見つめている。さらにキリストの背後の暗がりには、おそらくキュレネのシモンと思われる白い髭を生やした人物が描かれている。死刑執行人たちの厳しい横顔は、おそらくかつてヴェネツィアのコレクションに存在していたレオナルド・ダ・ヴィンチのグロテスクな素描を参照している。十字架を背負うキリストの主題はイタリア美術では長い間一般的であったが、ティツィアーノはドイツや北ヨーロッパから北イタリアに導入された「クローズアップ」した構図の一種に従っている。
制作年代はほとんどの場合、1510年頃と考えられている。絵画にはティツィアーノとジョルジョーネ双方に典型的な要素が含まれている。人物のスフマートの輪郭と不均一な色彩はジョルジョーネの作品によく見られるのに対して、ジョルジョーネの疑似夢想的な瞑想とは異なる登場人物の逞しさと出来事への積極的な参加はティツィアーノの特徴である。
ロレンツォ・ロット、ジョヴァンニ・ベッリーニ、アンドレア・ソラーリオなど、ヴェネトとロンバルディア両地方の多くの画家に影響を与えた。

### 帰属
帰属に関する初期の情報源は矛盾している。ジョルジョ・ヴァザーリは『画家・彫刻家・建築家列伝』の初版（1550年）と第2版（1568年）の両方でジョルジョーネの作品としたが、第2版の「ティツィアーノ伝」ではティツィアーノの作品とし、さらに「多くの人がジョルジョーネの作品と考えている」と付言した。ティツィアーノとジョルジョーネはいずれも教会と同信会を維持する組合と関係があり、特にジョルジョーネは組合のメンバーである画家ヴィンチェンツォ・カテーナと友人であった。それ以降では、フランチェスコ・サンソヴィーノ（1581年）、カルロ・リドルフィ（1648年）、マルコ・ボスキーニ（1664年）は、いずれもティツィアーノの作品と見なしている。一方、アンソニー・ヴァン・ダイクは1620年代初頭にヴェネツィアを訪問した際に本作品をジョルジョーネの作として模写した。
現代の研究者の意見は依然として分かれている。19世紀末になってジョルジョーネに帰属されたことで論争が引き起こされた。ティツィアーノに帰属する研究者は、北方の写実主義、ジョヴァンニ・ベッリーニの影響、人物群の激しいドラマ、構図の中に押し込まれているように見える2人の横向きの人物の相関的な「臆病さ」を指摘している。一方、ジョルジョーネの最後の写実主義の時代に置く研究者は、アカデミア美術館所蔵の『老女』（La Vecchia）といったジョルジョーネの他作品との様式上の類似性と、死刑執行人に首の縄を締められ、再び試練に引き戻される前の、一息ついたキリストの穏やかではあるが激しい表情を強調している。

### 額縁とルネット
天蓋を備えた額縁はタベルナクル型と呼ばれるもので、ルネットとともに本作品よりも少し後（1520年頃か）に制作されたと思われる。もともと額縁はよりシンプルな意匠であり、青色で塗装されていたが、後に装飾され、鍍金が施された。ルネットには父なる神と天使たちが描かれている。父なる神の周囲の天使たちは、梯子など受難の道具を持っている。ティツィアーノと工房、あるいはティツィアーノの工房の作と考えられている。

## 来歴
絵画は1955年までサン・ロッコ教会に所蔵されていたが、絵画が主祭壇の近くの柱の上にあったのか、それとも脇の礼拝堂にあったのかは不明である。

## ギャラリー
他のバージョン

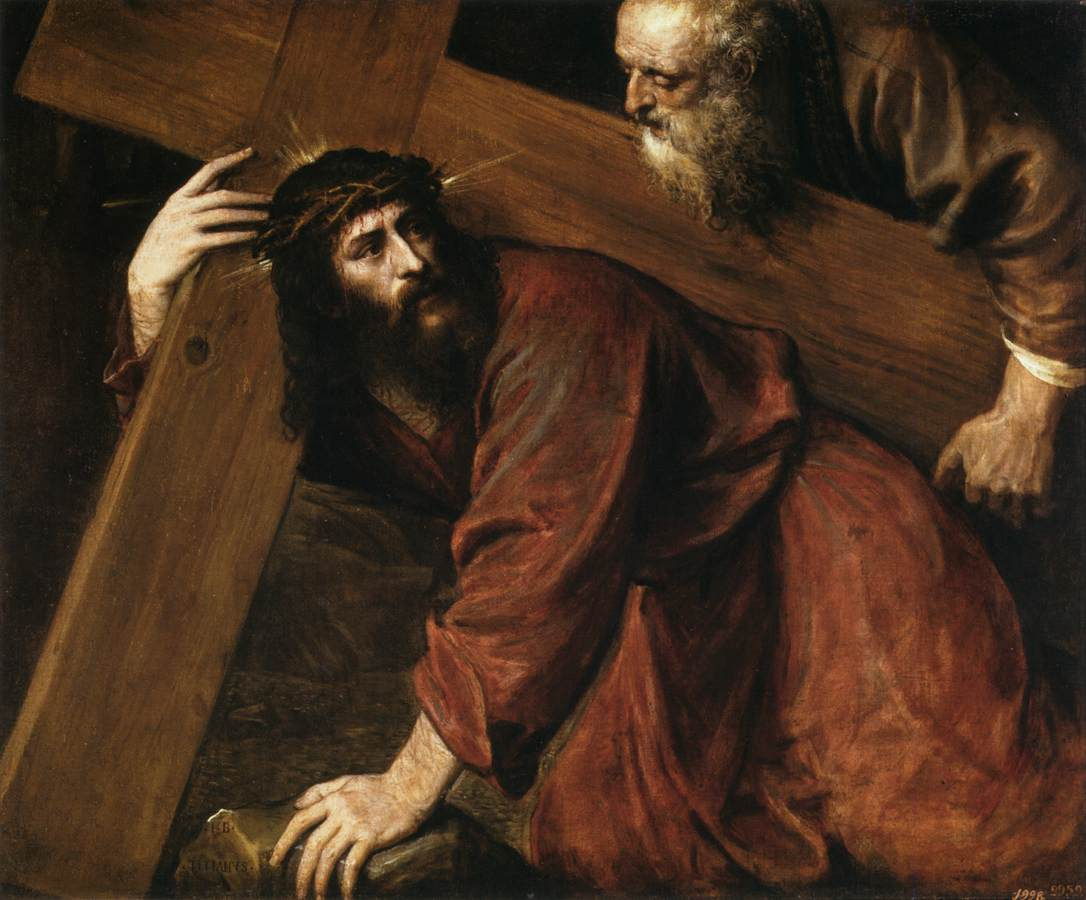
『十字架を担うキリスト』1560年頃 プラド美術館所蔵
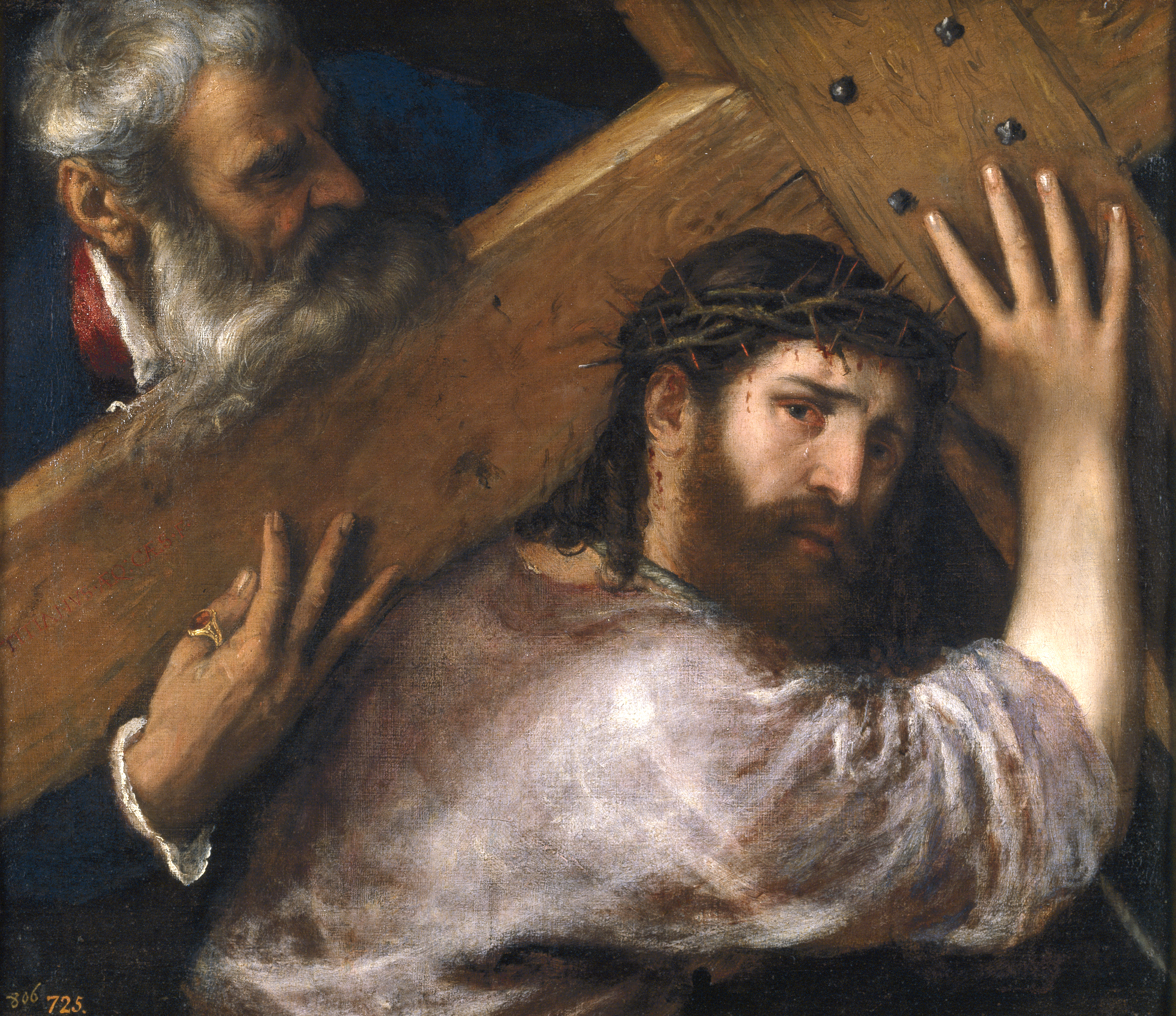
『十字架を担うキリスト』1565年頃 プラド美術館所蔵
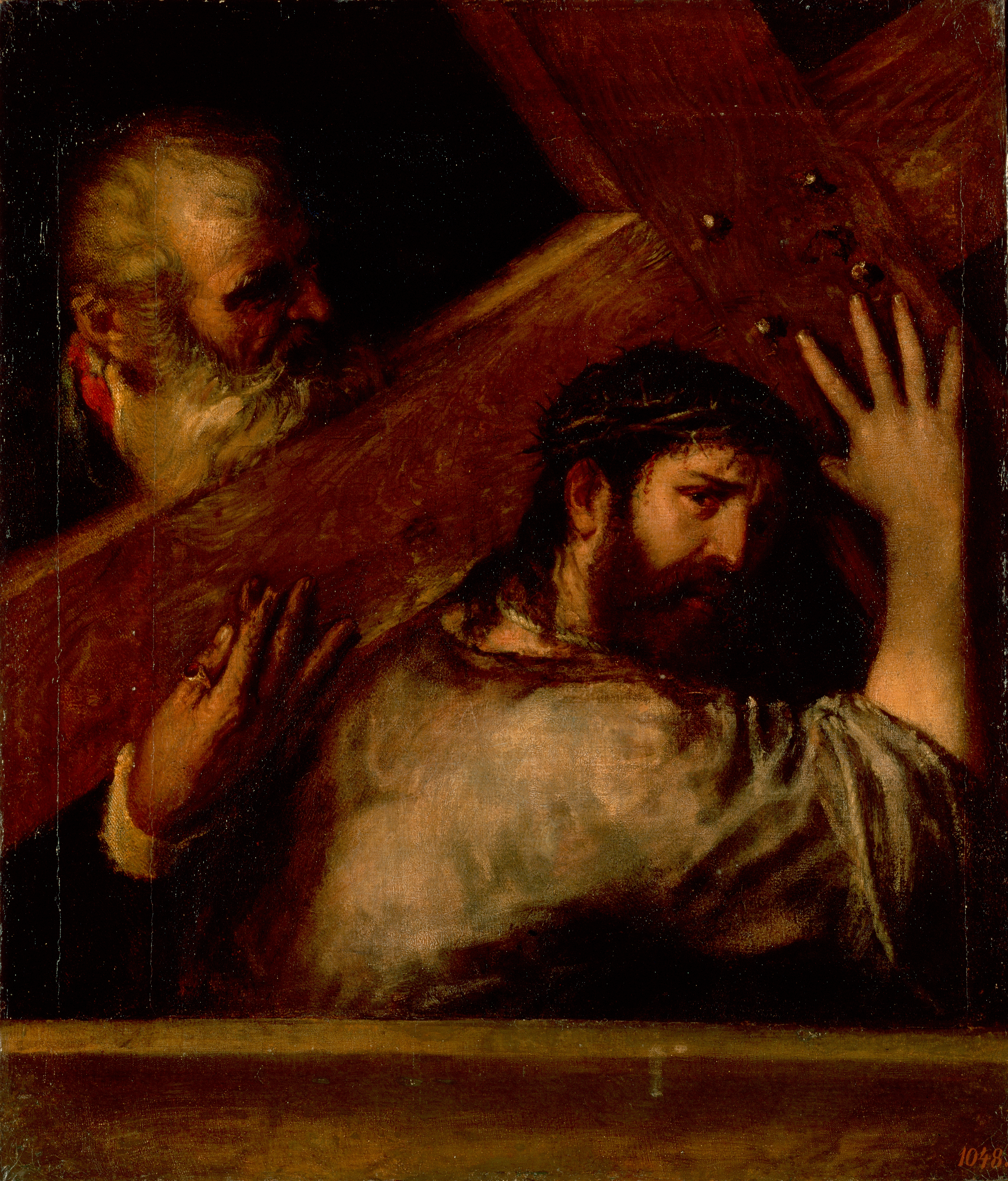
『十字架を担うキリスト』1565年頃 エルミタージュ美術館所蔵

関連作品

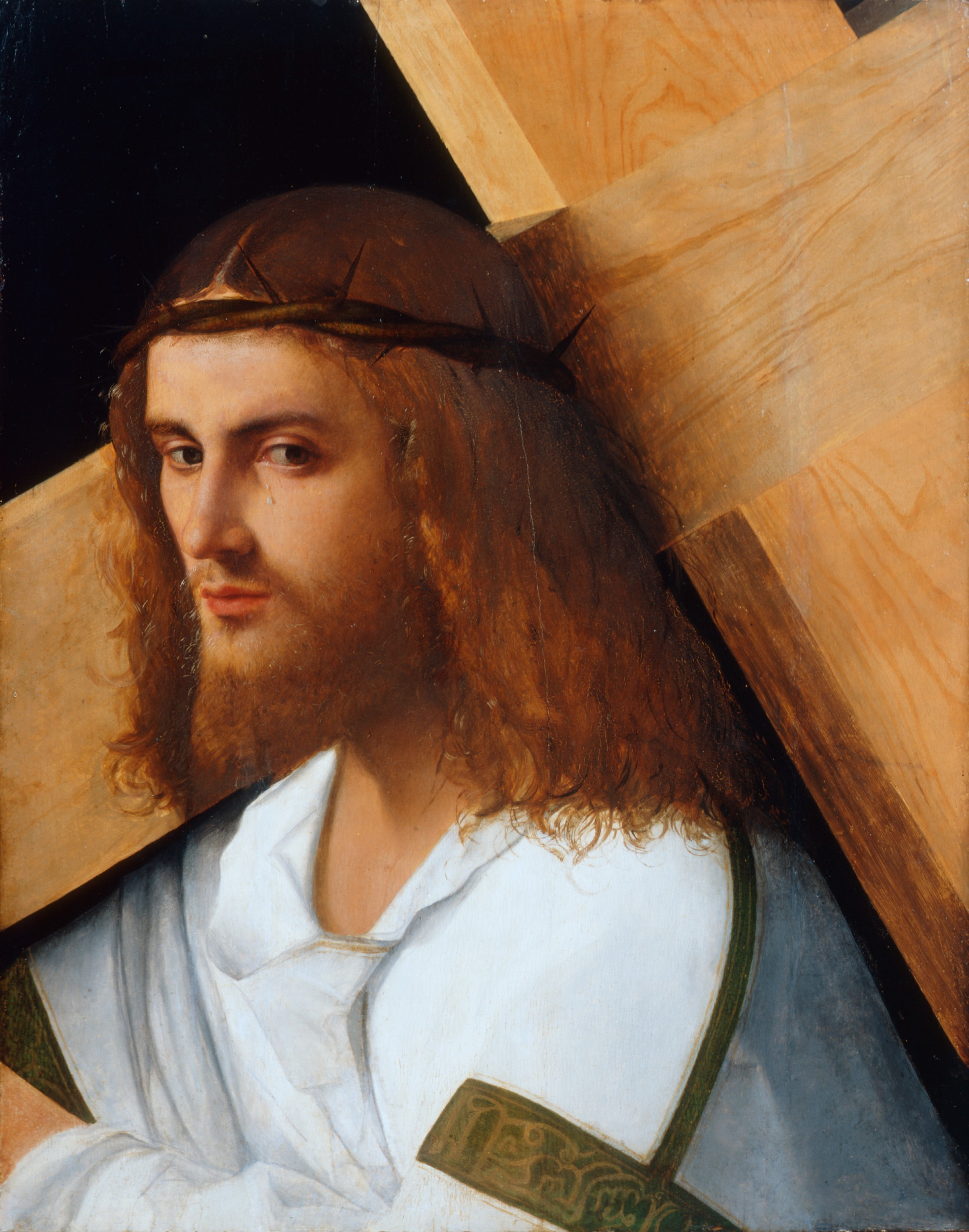
ジョヴァンニ・ベッリーニのサークル『十字架を担うキリスト』1505年-1510年 イザベラ・スチュワート・ガードナー美術館所蔵
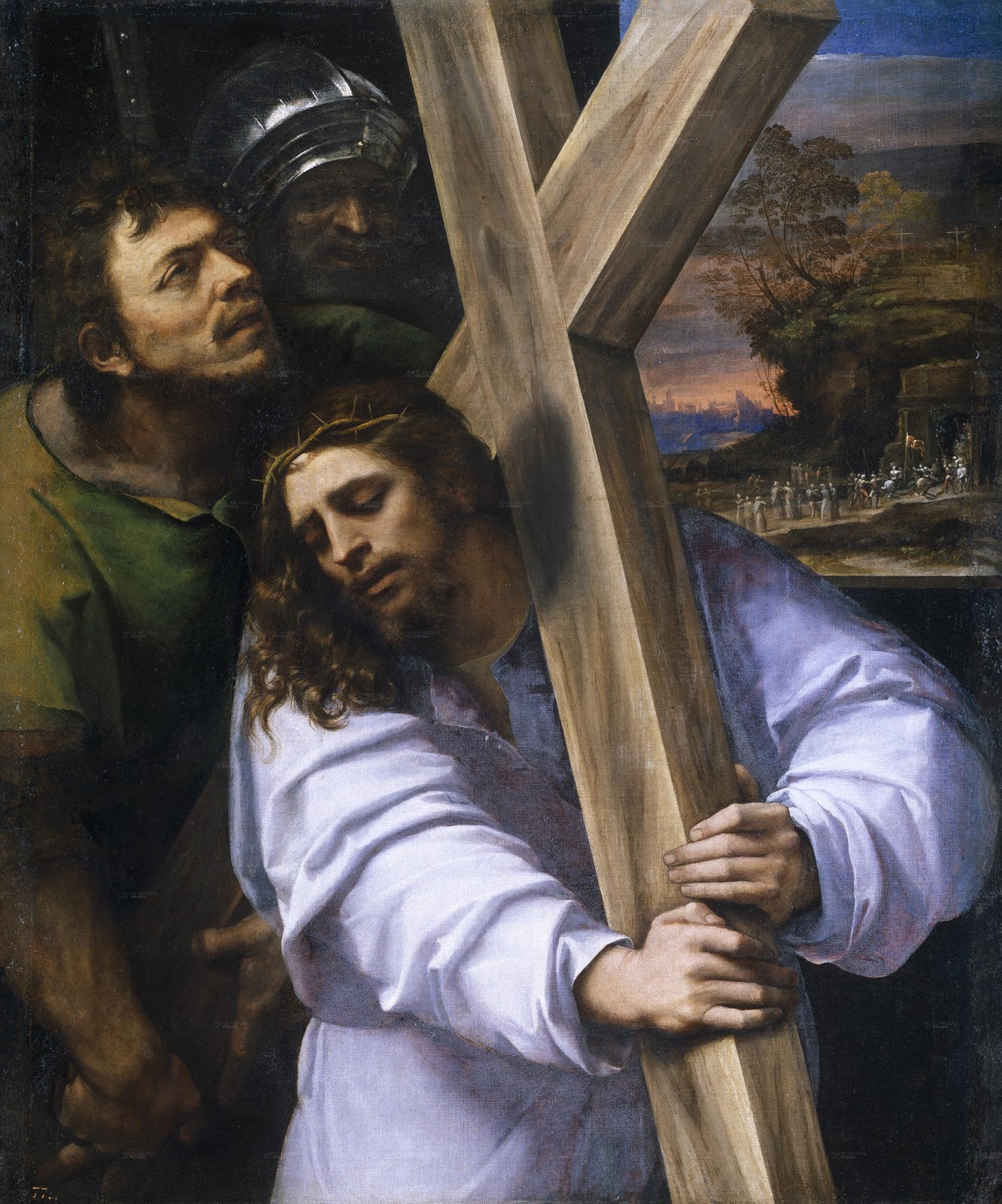
セバスティアーノ・デル・ピオンボ『十字架を担うキリスト』1513年-1514年 プラド美術館所蔵
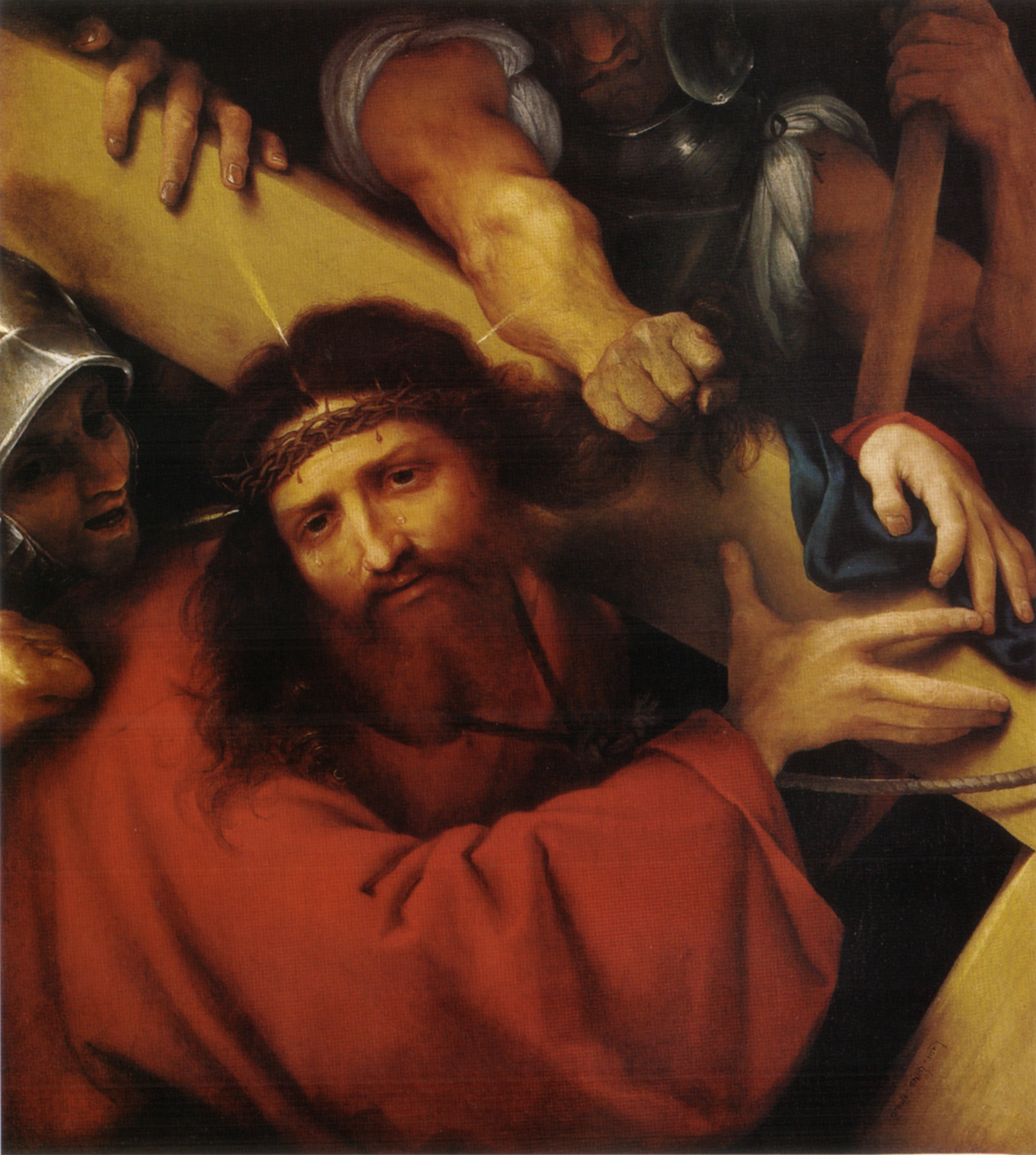
ロレンツォ・ロット『十字架を担うキリスト』1526年 ルーヴル美術館所蔵